# Xian de Jingbian
Le xian de Jingbian (靖边县 ; pinyin : Jìngbiān Xiàn) est un district administratif de la province du Shaanxi en Chine. Il est placé sous la juridiction de la ville-préfecture de Yulin.

## Démographie
La population du district était de 261 198 habitants en 1999.